# WA09
WA09（常稱H9，然而會另一種人類T淋巴瘤細胞系重名）是一種具有良好的增殖和多能分化潛能的人類胚胎幹細胞系，攜帶一個A1型等位基因和一個O型等位基因

## 研究用途

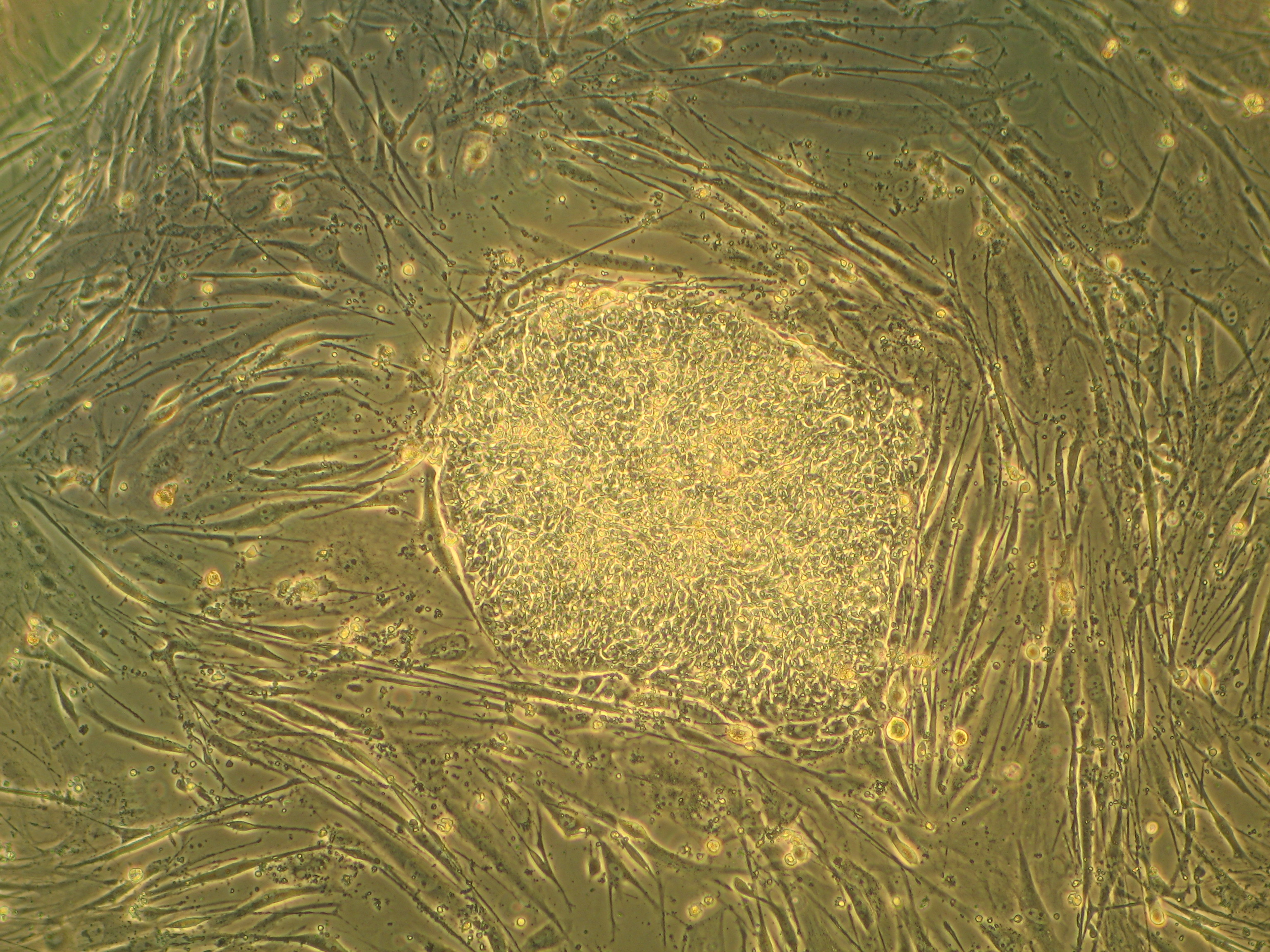
培養基上的人胚胎幹細胞（hESC），取自WA09細胞。中央爲胚胎幹細胞形成的細胞集落，而周圍的狹長細胞爲餵養層的小鼠胚胎成纖維細胞（MEF）

### 內質網應激
Liu等為了確定由維甲酸誘導的人類胚胎幹細胞分化過程中，是否發生內質網應激，而對H9細胞進行維甲酸處理長達29天，以誘導分化。實際結果表明，H9細胞經過維甲酸治療5天後，幾個內質網應激反應基因受到差異調節。例如GRP78/Bip的表達在H9細胞中上調、eIF2α的表達在H9細胞中下調、eIF2α的磷酸化在H9細胞中被下調。其他變化包括XBP1在細胞經過維甲酸的處理後，立即在H9細胞中下調。此外，暴露於維甲酸5天後，H9細胞中的兩個ER殘留（ER-resident）E3泛素連接酶gp78和Hrd1的表達均被上調，而Bcl2蛋白在H9細胞和H9來源的細胞中不可被檢測。利用維甲酸進行處理29天後，H9細胞內GRP78/Bip、XBP-1和Bcl2的表達均被上調。這些結果表明內質網應激，與維甲酸誘導的H9細胞分化有關。

### 神經分化
Liu等建立了一種從H9細胞生成神經外胚層（NE）細胞的簡單方法，可能有助於開發高效率的神經分化方法。使用這個新方法可以促進NE標記蛋白PAX6的表達。兩種SMAD信號傳導阻滯劑SB-431542和NOGGIN下調Oct4的表達及上調PAX6的表達，而在分化5天後不影響GATA2的信使核糖核酸表達。同時又發現PAX6和β-III-微管蛋白隨時間而上調，並且檢測到H9衍生細胞中TH和β-III-微管蛋白的共表達，證明NE細胞具有分化為特定神經元的能力。

### 細胞態轉換
Han等指出他們將始發態H9細胞（primed H9 cells）重新編程為原始態H9細胞（naïve-like H9 cells），並且應用於細胞態轉換過程的研究。研究人員發現富含血源性內皮發育相關基因的原始態H9細胞，其分化成造血細胞的潛力比始發態H9細胞更高，提出有關優化分化方案的新見解。

## 爭議
1998年，威斯康辛大學教授詹姆斯·湯姆森（James Thomson）等人成功建立人類胚胎幹細胞系，當中包括H9細胞。因爲道德、宗教與法律上的問題（比如目前分離胚胎幹細胞的方法會無可避免地殺死胚胎），有關胚胎幹細胞的研究在各國都受到了一定的限制。除此之外，因為一眾科研人員對胚胎幹細胞的研究主要依賴於H1細胞、H7細胞及H9細胞，例如在1999年至2008年發表的534篇出版物中，只有少於36%的出版物沒有使用H1細胞、H7細胞及H9細胞，阻礙人類胚胎幹細胞研究朝向多樣化且豐富化的方向發展。

## 外部連結
- Cellosaurus entry for WA09 （页面存档备份，存于）
- hPSCreg entry for WA09 （页面存档备份，存于）